# 存在の耐えられない軽さ (映画)
『存在の耐えられない軽さ』（The Unbearable Lightness of Being）は、1988年製作のアメリカ映画。
冷戦下のチェコスロバキアのプラハの春を題材にしたミラン・クンデラの同名小説の映画化。

## ストーリー
舞台は、1968年前後のチェコスロヴァキアのプラハ。主人公トマシュは優秀な脳外科医だが、複数の女性と気軽に交際するプレイボーイでもあった。ある日、執刀のために小さな温泉街に行ったトマシュは、カフェのウェイトレスで、写真家の道を志すテレーザに出会う。街から逃げ出したかったテレーザは、トマシュを追ってプラハに上京してくる。うぶそうに見えたテレーザの、思いがけない情熱にほだされたトマシュは、彼女と同棲生活に入り、まもなく結婚する。
社会主義からの自由化の空気の中で、まずは幸福な新婚生活が始まったが、すぐにトマシュに女の影がちらつき始める。一度遊んだ女には見向きのしないトマシュであったが、例外的な女もいた。自由奔放な画家のサビーナである。彼女とはお互いに束縛し合わない関係が長く続いており、彼女にも別に愛人がいた。
都市プラハで孤独に苛まれたテレーザは、毎晩悪夢に苦しむようになる。それでもトマシュのもとからは去ろうとしない。結婚生活が暗礁に乗り上げた頃、1968年8月20日、ソ連によるチェコスロヴァキアへの軍事侵攻の夜が来た。ソ連軍に対し糾弾の声をあげる民衆の波に交じって、無心にカメラのシャッターを切るテレーザ。トマシュは彼女を守りつつ、群衆に交じってスローガンを叫ぶ。しかし次第に、チェコの民衆の声は弾圧され、再びソ連支配の重苦しい空気が流れていく。
トマシュはテレーザと共に、一足先に亡命していたサビーナを頼って、スイス・ジュネーブへと逃避する。テレーザはサビーナの紹介で、雑誌のカメラマンの職を得る。急速に距離を縮めるテレーザとサビーナをよそに、トマシュはサビーナとの逢瀬を続け、行きずりの女性とも関係を持つことをやめない。トマーシュの止まない女癖の悪さ、生きることへの軽薄さに疲れ果てたテレーザは、手紙を残して、愛犬を連れてひとりプラハへと帰っていく。「私にとって人生は重いものなのに、あなたにとっては軽い。私はその軽さに耐えられない。」
ようやくトマシュは失ったものの大きさに気づき、ソ連の監視の厳しいプラハへと戻る。2人はこの時はじめてお互いを理解しあった。自分の主義を曲げようとしないトマシュは医師の職を得られず、窓拭きの仕事に甘んじるようになる。やがて2人は、プラハを逃れ、地方の農村でつましくも幸福な生活を送っていたが、それも唐突に終わる―。
後日アメリカで暮らすサビーナのもとに、2人が交通事故で死んだことを知らせる手紙が届いた。三角関係の恋愛といえど、大切な2人の人間を失ったサビーナは、異郷で涙にくれるのであった。

## キャスト
- ダニエル・デイ＝ルイス：トマシュ
- ジュリエット・ビノシュ：テレーザ
- レナ・オリン：サビーナ
- デレク・デ・リント：フランツ
- ステラン・スカルスガルド：エンジニア
- ダニエル・オルブリフスキー

## 撮影
本作の舞台の大半はチェコスロヴァキア、特にプラハであるが、撮影時の国際情勢（当時はいまだ東西冷戦の最中である）から実際にチェコ国内で撮影することは不可能であったため、大半のシーンはフランス国内で撮影された。プラハのシーンは主にリヨンで、その他のシーンは主にコート＝ドール県で撮影されている。なお当初は撮影はユーゴスラビアで行われる予定であったが、チェコ侵攻のシーンに軍の協力が得られなかったため、最終的にフランスに変更された。
チェコ侵攻のシーンでは実際の状況を撮影した記録フィルムとリヨンで撮影されたものが巧みに組み合わされている。

## 日本語字幕
進藤光太